# Myiotheretes fumigatus
Myiotheretes fumigatus là một loài chim trong họ Tyrannidae.